# Paul Choiniere
Paul Choiniere, né en 1964, est un pilote automobile de rallyes américain.

## Biographie
Il a fait ses études à l'Université de Vermont, et réside désormais au Canada à Shelburne (Nouvelle-Écosse) (VT), où il dirige une société de vente de véhicules d'importations étrangères.
Depuis 1980, il est le beau-fils de John Buffum, à la suite du remariage de ce dernier.
Il a commencé les compétitions de rallyes dès 1984, à 20 ans, sur la Dodge Colt de l'un de ses amis.
Dès 1987, il est engagé régulièrement en classe voitures de Production dans le championnat national US, sur Audi Quattro Coupé, et fait d'emblée partie du Libra Racing team de son beau-père. Il réside alors à S. Burlington (Vermont).
Jeff Becker fut son principal copilote.

## Palmarès

### Titres
- Coupe d'Amérique du Nord des rallyes (créée en 1976): 1988 (avec l'Audi Quattro Coupé de J.Buffum), 1989 (idem) et 1992 (Audi Quattro Turbo) (son beau-père l'ayant remportée à 9 reprises (record));
- Participation à la victoire de Audi en Coupe des Marques des Rallyes d'Amérique du Nord: 1988, 1990, 1991, 1992, 1993, 1994, 1995, 1997, 1998 et 1999;
- Champion des États-Unis de Rallyes (SCCA ProRally - désormais America Rally depuis 1994): à 8 reprises, en 1990 (Audi Quattro Turbo), 1992 (idem), 1993 (Audi Quattro S2), 1994 (Quattro S2 - 6 victoires sur 8 épreuves), 1995 (Hyundai Elantra - participe au titre national des marques de Hyundai), 1996 (5 victoires sur Hyundai Elantra), 1997 (5 victoires sur Hyundai Tiburon), et 2000 (Hyundai Tiburon) (son beau-père l'ayant remporté à 11 reprises (record));
- Champion du Canada de Rallyes: en 1989 (copilote Martin Headland, sur Audi) (seul américain vainqueur du titre national canadien à ce jour);
- Vice-champion des États-Unis de rallyes: en 1991;
- Champion d'Amérique du Nord des voitures du Groupe A classe FIA (2RM): en 1988;
- 3e du championnat des États-Unis de rallyes: en 1998;
- Plus de 45 victoires dans le Championnat national des États-Unis de Rallyes :

### Victoires
- Rallye Alcan Winter: en 1985 (avec Tom Grimshaw et John Buffum), sur Audi 5000 CS Quattro ;
- Rallye Press on Regardless US (SCCA - Sports Car Club of America): en 1988 et 1990 (3e en 1993);
- Rocky Mountain Rally (Ontario) (ch. canadien): en 1988;
- Rallye de la Baie des Chaleurs (ch. canadien): en 1989 et 1990 (copilote John Buffum sur Audi);
- Rallye de Charlevoix (ch. canadien): en 1990 (copilote John Buffum sur Audi);
- 4 victoires: en 1990 au calendrier national US (dont les Rallyes Press on Regardless, Sunriser et Tiadaghton);
- 2 victoires: en 1991 au calendrier national US (Rallyes Coachman et Maine);
- Rallye Perce-Neige (ch. canadien): en 1991;
- Triple vainqueur de la Course de côte du Mont Washington : 1991 (Audi Quattro), 1995 (Hyundai Elantra), et 2001 (Hyundai Tiburon  - records régulièrement battus);
- 5 victoires: en 1992 au calendrier national US (Rallyes Big Bend Bash (Texas), Rim of the World (Californie), STPR, Ojibwe, et the Gold Rush);
- 4 victoires: en 1993 au calendrier national US (Rallyes Rim of the World, STPR, Ojibwe, et Maine Forest);
- Sandblast Rally (en) US (SCCA): en 1994, 1995 et 1996 (copilote Jeff Becker aux 3 éditions);
- 6 victoires: en 1994 (sur 8 épreuves au calendrier national US) (Rallyes Cheraw (Caroline du Sud), Rim, STPR, Maine Forest Summer, Ojibwe, et Sunriser, le tout sur Quattro S2);
- 5 victoires: en 1995 au calendrier national US (Rallyes Cheraw, Sunriser, Wild West (État de Washington), Rim of the World, et STPR, 1re année sur Hyundai Elantra);
- 5 victoires: en 1996 au calendrier national US (Rallyes Sand Hills, Rim, STPR, Maine, et Sunriser);
- 5 victoires: en 1997 au calendrier national US (Rallyes Doo Wops, Wild West, Ojibwe Forests, Prescott Forest, et Lake Superior PRO);
- Victoire au Pikes Peak International Hill Climb en Toutes Catégories en 1997, à sa seconde participation, sur Toyota Tiburon;
- 3 victoires: en 1998 au calendrier national US (Rallyes Won Doo Wops, Wild West, et Maine Forest);
- Rallye Sno*Drift US SCCA PRORally: en 2000 et 2001 (copilote toujours Jeff Becker, les deux fois, sur Hyundai Tiburon);
- Rallye Winter Challenge US SCCA PRORally (Barre (Vermont)): en 2005, 2007, et 2011 (saison 2011: épreuve incluse dans la première édition des Winter series SCCA) sur Mazda);
  - 2e du Pike's Peak Hill Climb en Toutes Catégories en 1996, à sa première participation, sur Nissan Skyline.

(STPR: rallye Susquehannock Trail Performance, SCCA PRORally)

### Meilleurs résultats enWRC
- 10e du Rallye Olympus en 1986 (à 22 ans, copilote Tom Grimshaw, sur  Audi 80 Quattro).

## Distinctions
- Membre du All-American Race Team idéal annuel, nommé par l'association des journalistes spécialisés américains de la presse écrite et audiovisuelle, en 1997 (nommé en 1993 dans sa catégorie).